# Kubu Tanjung
Kubu Tanjung is een bestuurslaag in het regentschap Bukittinggi van de provincie West-Sumatra, Indonesië. Kubu Tanjung telt 1242 inwoners (volkstelling 2010).